# Umm at-Tababir
Umm at-Tababir – wieś w Syrii, w muhafazie Hims, w dystrykcie Hims. W 2004 roku liczyła 174 mieszkańców.